# Draganić
Draganić és un poble i municipi de Croàcia situat al comtat de Karlovac, al nord del país.